# Мурманская операция (1941)
Мурманская операция или Операция «Зильберфукс» (нем. Unternehmen Silberfuchs, с нем. Операция «Серебристая лиса») — наступление немецких и финских войск на мурманском (протяжённость до 120 км) и беломорокарельском участках Северного фронта (с 1 сентября 1941 года — Карельского фронта) в период с 29 июня по октябрь 1941 года. Завершилась срывом планов германо-финского командования и стабилизацией фронта.

## Планы сторон
Поскольку летом 1940 года немцы уже оккупировали Норвегию, в приграничных с Советским Союзом районах Финляндии и Норвегии была сосредоточена Армия «Норвегия»: три армейских корпуса — более ста тысяч солдат. Участились случаи проникновения на территорию Мурманской области разведгрупп с норвежской и финской стороны, которым противодействовала разведывательная сеть, созданная сотрудниками Управления НКВД Мурманской области под руководством опытного чекиста А. Ф. Ручкина совместно с норвежскими патриотами в приграничной губернии Финнмарк. Она успешно действовала и во время Великой Отечественной войны, развернув с 1942 года и партизанскую войну в тылу противника силами диверсионных групп.

### Германское командование
Карта операции «Зильберфукс» (нем. Unternehmen Silberfuchs — операция «Серебристая лиса»)
- операции «Реннтир» и «Платинфукс» на мурманском направлении (фин. Murmansk — Мурманск);
- операция «Полярфукс» на кандалакшском направлении (фин. Kantalahti — Кандалакша), а также на кестеньгском и ухтинском направлениях.

В соответствии с операцией «Реннтир» (нем. Unternehmen Rentier — операция «Северный олень») Горный армейский корпус «Норвегия» в первые три дня после получения приказа о наступлении должен был вступить в Петсамо, захватить район никелевых разработок и оборонять его совместно с финнами. Если же силы противника окажутся превосходящими, директива предписывала «автоматически эвакуировать население этого района». Эта операция носила локальный характер, но имела важное значение, так как от её исхода фактически зависела судьба военной промышленности Германии. Боевые действия предполагалось начать с превентивного удара.
Вторая стадия операции в Заполярье называлась операция «Платинфукс» (нем. Unternehmen Platinfuchs — операция «Платиновая лиса»). По этому плану Горный армейский корпус «Норвегия» захватывает полуострова Средний и Рыбачий, и наступает через Титовку и Ура-Губу — к Полярному и Мурманску. Главные пункты этого плана: захват пунктов базирования Северного флота ВМФ СССР, блокирование устья Кольского залива, его форсирование, выход к Мурманску с севера и его блокада во взаимодействии с частями 36-го горного армейского корпуса, подошедшими к городу с юга в случае успеха операции «Полярфукс».
Третья стадия носила название операция «Полярфукс» (нем. Unternehmen Polarfuchs — операция «Полярная лиса» или «Песец»). 36-й горный армейский корпус вермахта (включая финскую 6-ю пехотную дивизию 3-го армейского корпуса) наступает из района Салла в направлении Алакуртти — Кандалакша. Финская 3-я пехотная дивизия 3-го армейского корпуса (разделённая на 2 группы войск «F» и «J») наносит вспомогательные удары из района Суомуссалми в направлении Ухта — Кемь, и из района Куусамо в направлении Кестеньга — Лоухи, соответственно. Целями операции были выход к побережью Белого моря с перерезанием Кировской железной дороги, дальнейшее продвижение частей 36-го горного армейского корпуса вдоль неё на север с целью выхода к Мурманску с юга, и его блокада во взаимодействии с частями Горного армейского корпуса «Норвегия», подошедшими к городу с севера в случае успеха операции «Платинфукс».
Вторая и третья стадии операции «Зильберфукс» выполнялись одновременно.
Проведению операции «Зильберфукс» предшествовала операция «Блауфукс» (нем. Unternehmen Blaufuchs — операция «Голубой песец») — переброска частей 36-го горного армейского корпуса вермахта морским и наземным транспортом из Германии и оккупированной Норвегии в финскую Лапландию, проводимая в 2 этапа — «Блауфукс-1» и «Блауфукс-2» (нем. Blaufuchs I и Blaufuchs II соответственно), в период с мая по июнь 1941 года.
Успешное завершение операции «Зильберфукс» создавало предпосылки для дальнейшего захвата немецко-финскими войсками Архангельска.

## Расстановка сил

Положение сторон накануне наступления.

### Немецко-финские войска
- Армия «Норвегия» в составе 3-х армейских корпусов[2][3][5]:
  - Горный армейский корпус «Норвегия» (2-я и 3-я горнопехотные дивизии вермахта),
  - 36-й горный армейский корпус вермахта (169-я пехотная дивизия, Дивизия СС «Норд», 324-й пехотный полк 163-й пехотной дивизии),
  - 3-й армейский корпус ВС Финляндии (3-я и 6-я пехотные дивизии, Отдельный отряд «Петсамо»);
- часть сил 5-го воздушного флота люфтваффе (на мурманском направлении свыше 160 самолётов), немногочисленные силы кригсмарине, а также части ВВС Финляндии (в полосе проведения операции «Полярфукс»).

### Советские войска
- 14-я армия Северного (Карельского) фронта под командованием генерала В. А. Фролова (ВВС армии — 125 исправных самолётов)[6];
- 54-я стрелковая дивизия 7-й армии (на ухтинском направлении);
- Мурманский бригадный район ПВО;
- Северный флот под командованием вице-адмирала А. Г. Головко (7 эсминцев + 1 на капремонте до 1944 года, 7 сторожевых кораблей, 15 подводных лодок, 116 самолётов).

## Немецкое наступление

Ход военных действий летом 1941 года.

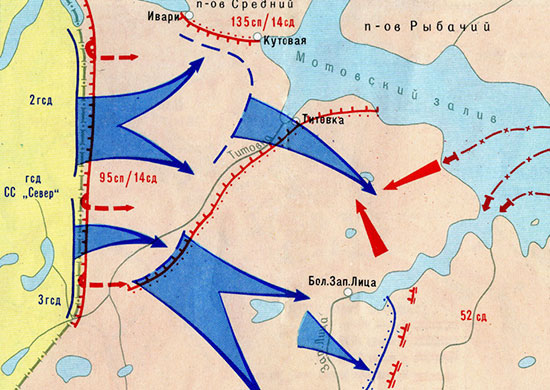
Оборонительные бои 14-й армии на мурманском направлении. Июль — сентябрь 1941 г.

Первые самолёты люфтваффе появились над военно-морской базой Полярное днём 18 июня 1941 года. Это был разведывательный Focke-Wulf Fw 189 Uhu, самолёт прошёл низко, так что дежурному штаба флота удалось разглядеть пилота в кабине, зенитного огня по самолёту не было открыто. Днём 19 июня самолёт был встречен заградительным огнём и счёл за благо повернуть в сторону своего аэродрома.
Задержка с наступлением на 7 дней (с 22 июня) была вызвана тем, что немецкое командование слегка просчиталось с использованием танков в тундре (дело в том, что дорога Петсамо — Титовка, заканчивалась крутым обрывом на краю села, авиаразведка дала данные, что эта дорога идёт до Мурманска, хотя в действительности это было не так).
Эту задержку советское командование использовало для массовой эвакуации населения (высококвалифицированных рабочих, женщин и детей) и промышленных предприятий: комбинатов «Североникель» и «Апатит», Кандалакшского алюминиевого завода, Ловозерского горно-обогатительного комбината, гидростанции Нива-3, рыбокомбината, часть оборудования судоремонтных заводов Главсевморпути, морского пароходства и Наркомрыбпрома, турбины Туломской ГЭС и Нива-ГЭС-2. Оставшиеся промышленные предприятия, военные и портовые сооружения, объекты транспорта и жизнеобеспечения, административные и жилые здания были заминированы. Практически всё подъёмное оборудование причалов демонтировали и вывезли в Архангельск.
Непосредственно удар был намечен через село Титовка на Мурманск. На направлении главного удара находились три заставы Заполярного пограничного округа НКВД СССР и стрелковый полк. Численность советских войск не превышала 7 тысяч человек. С учётом горной подготовки, специального снаряжения и опыта у немецких горных егерей было неоспоримое преимущество. Две из трёх застав, сражаясь, отступили под давлением превосходящих сил противника. Голыми руками и немногочисленным шанцевым инструментом строили вместе с пехотинцами оборонительный рубеж по правому берегу реки Западная Лица, под непрекращающимся артиллерийским обстрелом. Ситуация для советских войск осложнялось ещё и тем, что стрелковый полк в ходе боёв растерял приданную артиллерию и миномёты. Для артиллерийской поддержки сухопутных войск 29—30 июня привлекались корабли Северного флота эсминцы и малые охотники, корабли бомбили самолёты люфтваффе. Первые сбитые самолёты в эти дни записал на свой счёт Б. Ф. Сафонов. В сражении на суше принимали участия также моряки 1-го и 2-го добровольческих отрядов Северного флота. К концу июля линия фронта стабилизировалась.
Уже непосредственно в ходе боевых действий советскими войсками были построены оборонительные рубежи, в том числе передовой оборонительный рубеж в 12—15 километрах от города и тыловой оборонительный рубеж в 3—6 километрах от города.

## Потери

### Немецко-финские войска
Потери немецких войск — 210 тыс. человек. Потери финских войск — 50 тыс. человек.

### Советские войска
С 29 июня по 10 октября 1941 года войска Северного и Карельского фронтов, Северного флота и Беломорской военной флотилии потеряли убитыми и пропавшими без вести 67 265 человек; санитарные потери составили 68 448 человек; также было потеряно 40 тысяч единиц стрелкового вооружения, 540 орудий и миномётов, 546 танков и 64 самолёта. Однако эти потери охватывают весь карельский участок фронта, где в это же время велись ожесточённые сражения на петрозаводском, олонецком, кандалакшском и медвежьегорском направлениях. Потери советских войск под Мурманском составляют только часть вышеуказанных потерь, их точное число неизвестно.

## Итоги
Наступление немецко-финских войск в Заполярье не достигло большинства своих целей. Несмотря на некоторые начальные успехи, ни немцы, ни финны не вышли к Кировской железной дороге ни на одном участке, а также не овладели базой советского флота в Заполярье. Отсутствие достаточных сил, а также вызванные неудовлетворительным состоянием тыловых коммуникаций трудности снабжения войск, разбросанных на большом пространстве, привели к невозможности продолжения наступления войск гитлеровской коалиции.